# SEAT Altea

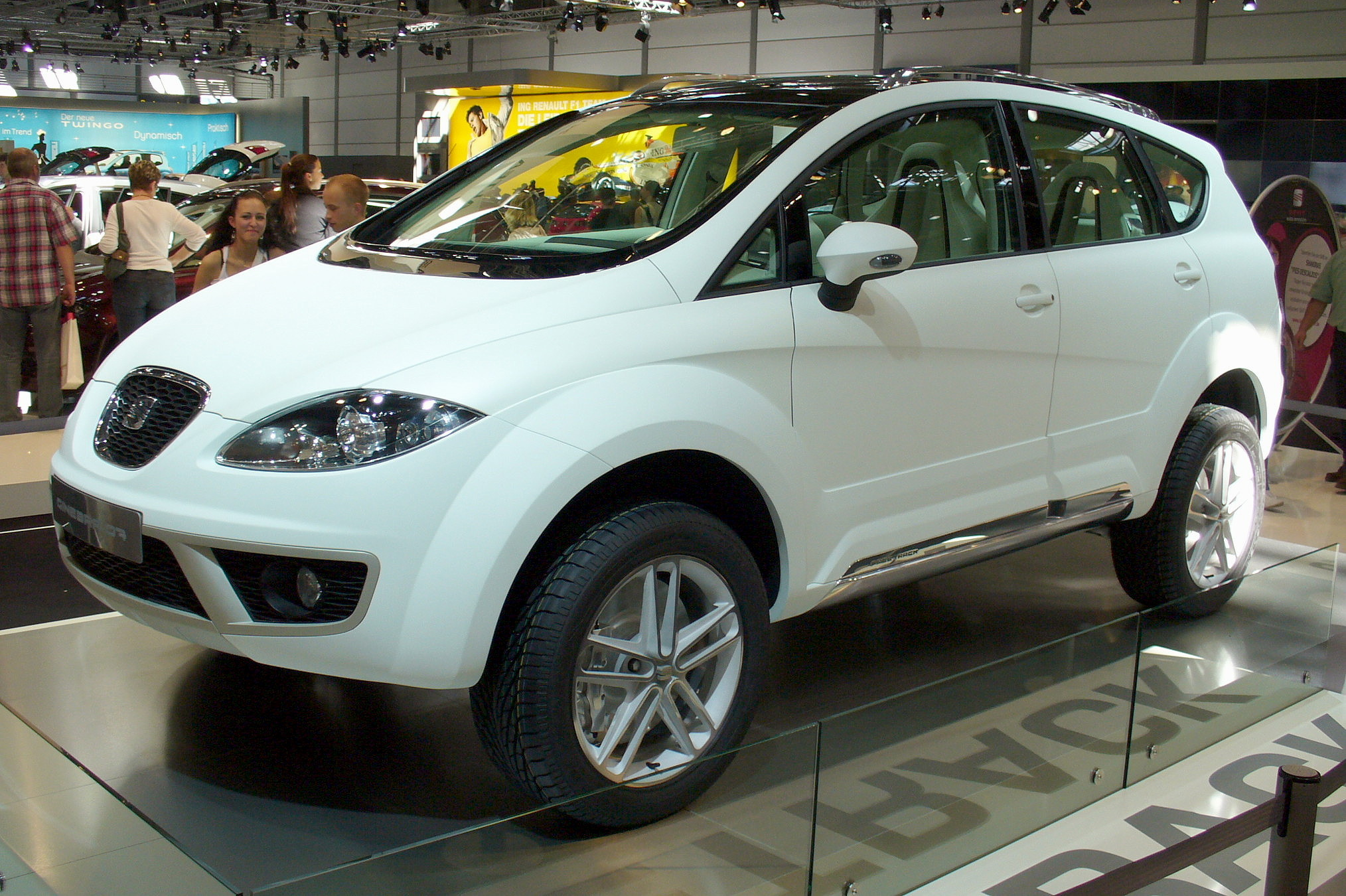
Altea Freetrack

SEAT Altea este un monovolum compact lansat în 2004 de constructorul spaniol SEAT ca prim exemplu al noii imagini corporative. Altea împarte elemente structurale cu celelale modele din segmentul C al Grupului Volkswagen, precum SEAT León și Volkswagen Touran. Modelul vine echipat în cinci motorizări pe benzină, variind între 1,6 FSI 102CP și 2,0 TFSI 200CP, și cinci motorizări diesel (de la 1,9 TDI 105CP DSG la 2,0 TDI 170CP). Tehnologia FSI folosită la motoarele cu benzină utilizează o pompă de injecție directă de înaltă presiune pentru a crea o sinergie perfectă intre putere și consumul de energie. O inovație a acestui model este cutia de viteze cu șase trepte și dublu ambreiaj DSG (germană Direkt Schaltgetriebe).

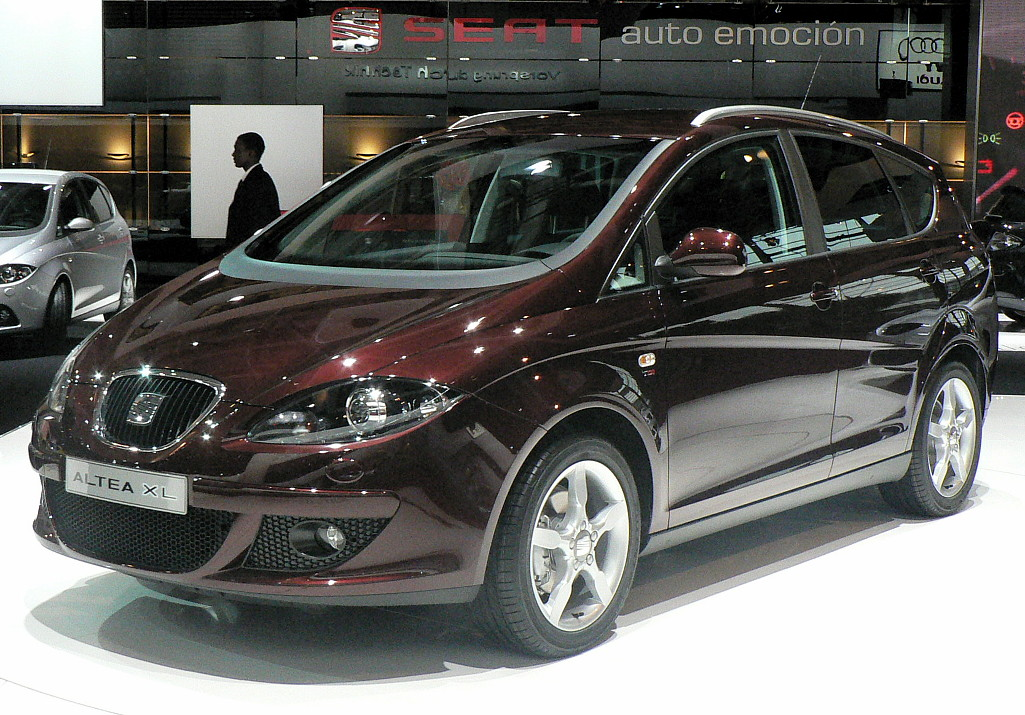
Altea XL

Altea XL a fost prezentat pentru prima dată publicului la Salonul Auto de la Paris din 2006. Destinat familiilor numeroase, se diferențiază față de modelul standard, Altea, prin oferta de spațiu interior, serios mai generoasă. Altea XL este bazat pe aceași platformă cu VW Golf Plus și VW Touran. Manevrabilitatea sa este îmbunătățită prin tehnologia „Șasiu Agil”. Acest cadru foarte rigid transformă direcția, frânele, transmisia și caroseria într-o unitate singulară responsivă. Constructorul spaniol pune la dispoziție trei motorizări pe benzină: 1,6 FSI 102CP, 1,8 TFSI 160CP și 2,0 FSI 150CP Tiptronic.
Primul SUV offroad de la SEAT, Altea Freetrack este derivat din Altea XL, cu o caroserie monovolum familială, cu garda la sol înălțată cu 40 mm și jante de 17 inch și transmisie integrală cu diferențial central Haldex. Sistemul Haldex transferă instantaneu cuplul de pe puntea față spre puntea spate în condiții de pierdere a tracțiunii. Vârful de gamă (și singura motorizare pe benzină) este un TFSI de 2 litri și 200CP, care atinge o viteza maximă de 214 km/h, având nevoie de doar 7,5 secunde pentru a urca de la 0–100 km/h. Există și două opțiuni diesel de 2,0 TDI cu 140CP și, respectiv, 170CP.